# Les Rodomonts
Les Rodomonts är en bergstopp i Schweiz. Den ligger i distriktet Riviera-Pays-d'Enhaut och kantonen Vaud, i den sydvästra delen av landet, 50 km söder om huvudstaden Bern. Toppen på Les Rodomonts är 1 878 meter över havet.